# Microstilba
Microstilba är ett släkte av steklar som beskrevs av Förster 1869. Microstilba ingår i familjen glattsteklar.
Släktet innehåller bara arten Microstilba tibialis.